# Detlef Lewe
Detlef Lewe (Dortmund, Renânia do Norte-Vestfália, 20 de junho de 1939 — Munique, 1 de outubro de 2008) foi um canoísta de velocidade alemão na modalidade de canoagem.

## Carreira
Foi vencedor da medalha de prata em C-1 1000 m em Cidade do México 1968.
Foi vencedor da medalha de bronze em C-1 1000 m em Munique 1972.